# Xiliguantun
Xiliguantun är en ort i Kina. Den ligger i provinsen Shandong, i den östra delen av landet, omkring 110 kilometer nordväst om provinshuvudstaden Jinan. Antalet invånare är 1 552.
Runt Xiliguantun är det tätbefolkat, med 550 invånare per kvadratkilometer. Närmaste större samhälle är Youfang, 16,9 km väster om Xiliguantun. Trakten runt Xiliguantun består till största delen av jordbruksmark.
Genomsnittlig årsnederbörd är 706 millimeter. Den regnigaste månaden är juli, med i genomsnitt 270 mm nederbörd, och den torraste är januari, med 5 mm nederbörd.